# ISO 13485
Die ISO 13485 ist eine ISO-Norm, die die Erfordernisse für ein umfassendes Qualitätsmanagementsystem für das Design und die Herstellung von Medizinprodukten festlegt.
Die aktuelle Ausgabe ist 2016 veröffentlicht worden und ersetzt direkt die letzte Version aus dem Jahr 2012. In der ISO 13485:2012 wurden frühere Normen wie die EN 46001 und EN 46002 (beide aus dem Jahr 1997), die ISO 13485 und ISO 13488 aus dem Jahr 1996 zusammengefasst und ergänzt. In Deutschland ist die Norm als DIN EN ISO 13485 verfügbar.

## Inhalt
Obwohl sie ein eigenständiges Dokument ist, ist die ISO 13485:2016 in weiten Teilen mit der ISO 9001 identisch. Während die ISO 9001 die Anforderung stellt, dass die Organisation insgesamt eine kontinuierliche Verbesserung anstreben muss (Qualitätsmanagement), bezieht sich der Kernanspruch der ISO 13485 auf die Produktsicherheit und -wirksamkeit. Hier soll die Erfüllung der Anforderungen an das Produkt durch die Wirksamkeit der eingeführten Prozesse sichergestellt werden.
Die ISO 13485 enthält detaillierte Forderungen zu Themen, die das Design, die Herstellung und das Inverkehrbringen von Medizinprodukten betreffen. Die Version von 2016 geht erstmals näher auf Produktsicherheit von medizinischer IT ein und schreibt Sicherheitsvorkehrungen bei der Speicherung von patientenbezogenen Daten vor. ISO 13485 zielt speziell auf Medizinprodukte, fällt in den gesetzlich geregelten Bereich und dient zur Darstellung der Konformität mit der aktuellen Europäischen Medizinprodukte-Verordnung (MDR) bzw. In-vitro-Diagnostika-Verordnung (IVDR).
Die Anwendung der ISO 9001 erfolgt dagegen auf rein freiwilliger Basis und ohne die Grundlage einer gesetzlichen Forderung.
Die Konformitätsbewertungsverfahren nach den oben genannten Richtlinien müssen vollständig durchlaufen sein, bevor Medizinprodukte in der EU legal in Verkehr gebracht werden dürfen. Um dies nachzuweisen, ist unter anderem die Zertifizierung des Qualitätsmanagementsystems nach EN ISO 13485 (zum Zeitpunkt der Zertifizierung in der letztgültig harmonisierten Fassung) durch eine benannte Stelle für Medizinprodukte erforderlich.
Spezifische Unterschiede zu ISO 9001 sind:
- die Förderung von spezifischen Richtlinien als eine Managementverantwortlichkeit. Ein Beispiel für solche spezifischen Richtlinien ist die Qualitätssystemvorschrift 21 CFR 820 (QSR) für Medizingeräte, die in den Vereinigten Staaten verkauft werden.
- Kontrollen der Arbeitsumgebung, um Produktsicherheit sicherzustellen.
- Fokus auf Risikomanagement-Aktivitäten während der Produktentwicklung.
- Anforderungen an Inspektion und Nachvollziehbarkeit für implantierbare Geräte.
- Anforderungen an Dokumentation und Validierung der Prozesse für sterile Medizingeräte.
- Anforderungen an die Wirksamkeit der Corrective And Preventive Actions.

Die Norm, die von der CEN als EN ISO 13485:2016 übernommen worden ist, wurde mit den EU-Richtlinien über Medizinprodukte 93/42/EWG, 90/385/EWG und 98/79/EG harmonisiert. Mittlerweile ist die EN ISO 13485 auch mit den Richtlinien 2017/746/EU über In-vitro-Diagnostika (IVDR) und der Verordnung für Medizinprodukte (MDR) harmonisiert.

## Zertifizierung
Die Zertifizierung erfolgt durch benannte Stellen, oder durch akkreditierte Zertifizierungsstellen z. B. in Deutschland durch DQS oder TÜV, in der Schweiz durch die SQS und in Österreich durch den TÜV AUSTRIA (Zertifizierungsstelle).  
In der Schweiz wird bisher selten nach der Konformität oder Nachweisen der Zertifizierung gefragt, besonders wenn es um Pflegebetten und Matratzen geht. Spitäler werden in der Regel von der Swissmedic überwacht, Pflegeheime werden kantonal überwacht.

## Abgrenzung zur 21 CFR 820 der FDA
Das amerikanische Pendant zur ISO 13485 ist die 21 CFR 820. Beide Normen besitzen eine erhebliche Übereinstimmung, wenn auch Details (insbesondere das Risikomanagement) deutliche Unterschiede zeigen. Diese Unterschiede führten trotz MDSAP für Hersteller von Medizinprodukten zu einem Mehraufwand, welcher insbesondere den schnellen Zugang zu Medizinprodukten in den jeweiligen Märkten verzögerte. Am 23. Februar 2022 machte die FDA einen aktiven Vorstoß zur Harmonisierung beider Normen. Der Vorschlag beruht darauf, in der 21 CFR 820 Verweise in die entsprechenden Kapitel der ISO 13485 zu setzen. Im Herbst 2022 wurde zudem ein konkreter Zeitplan veröffentlicht, der den Abschluss der Harmonisierung bis Ende 2023 anstrebt.